# Lara Peake
Lara Alexandra Peake (Londra, 4 agosto 1998) è un'attrice inglese.

## Filmografia

### Cinema
- Bypass, regia di Duane Hopkins (2014)
- Spaceship, regia di Alex Taylor (2016)
- La ragazza del punk innamorato (How to Talk to Girls at Parties), regia di John Cameron Mitchell (2017)
- The Marker, regia di Justin Edgar (2017)
- Final Score, regia di Scott Mann (2018)
- How to Have Sex, regia di Molly Manning Walker (2023)

### Televisione
- Damned – serie TV, episodio 1x04 (2016)
- Tracey Ullman's Show – serie TV, 2 episodi (2017)
- Born to Kill – serie web, 4 episodi (2017)
- The English Game – serie TV, 4 episodi (2020)
- Brave New World – serie TV, 3 episodi (2020)
- Mood – serie TV, 6 episodi (2022)